# 구레시 해사역사과학관
구레시 해사역사과학관(呉市海事歴史科学館)은 일본 히로시마현 구레시에 있는 과학관이다. 애칭은 야마토 뮤지엄(일본어: 大和ミュージアム)으로 정식 뿐만 아니라 애칭 또한 널리 알려져 있다.

## 개요
구레시가 설립한 박물관으로 전쟁 전후 구레시의 선박 제조 기술을 주요 전시 내용으로 하고있다. 애칭인 ‘야마토 뮤지엄’에서 볼 수 있듯이, 구 일본 해군의 초대형 전함 ‘야마토’의 건축과 군사 활동이 중요하게 다뤄지고 있다.
메이지 시대 이후 조선 도시 또는 군항, 진수부로서의 구레의 역사와 기간을 다루고 있다. 제강과 조선 등 과학 기술을 전시하는 것을 목적으로 러일 전쟁 · 쓰시마 해전으로부터 100년째, 태평양 전쟁 종전 60주년에 해당하는 2005년 4월 23일에 개관했다.
개관에서 668일째인 2007년 5월 20일에 관람객 300만 명을 돌파했고, 1443일째인 2009년 7월 4일에 관람객 500만 명을 맞이했다. 구레시는 피폭지인 히로시마시에 근접해 있고, 해상 자위대, 주일 미군의 시설이 현역으로 가동하고 있는 안보 문제의 현장으로, 수학 여행단에게 평화 학습의 장으로도 활용되고 있다.
구상 또는 건설에 관해 ‘전쟁 책임’에 대해 다양한 의견이 있어왔다. 그러나 개관 이래 성황을 이루고 있어 구레시의 역사적 관광 자원을 재발견하는 계기로 구레시를 일약 전국적 관광지로 끌어 올린 일등 공신이 되었다. 구레시의 경제 사회에도 영향을 주고 있으며, 다양한 이벤트가 열리는 지역 거점의 역할도 하고 있다.
초대 관장인 토다카 카즈나리는 이 박물관의 전시가 전쟁을 찬양하고자 하는 것이 아니라 특히 전함 야마토 건조 등 군사, 전쟁으로 발달한 산업적 기술 자체와 그 사용 방법(군사 목적)과 분리하여 파악해야 한다고 주장하고 있다. 박물관의 방침으로 이곳을 ‘평화 학습의 장’으로 개방하기 위해 실물 무기와 당시의 영상 필름 등의 역사적 자료를 담담하게 제시하는 형태로 의견이나 주석 없이 정치적으로 중립 입장을 취하도록 노력하고 있다. “역사 인식에 대한 판단은 방문객 개인에게 맡긴다”는 방침을 취하고 있다.
2008년도부터 지정 관리자 제도가 도입되어 학예 부문은 계속 구레시가 관리하고, 운영 · 홍보 등은 ‘야마토 뮤지엄 운영 그룹’이 담당하고 있다.

## 갤러리

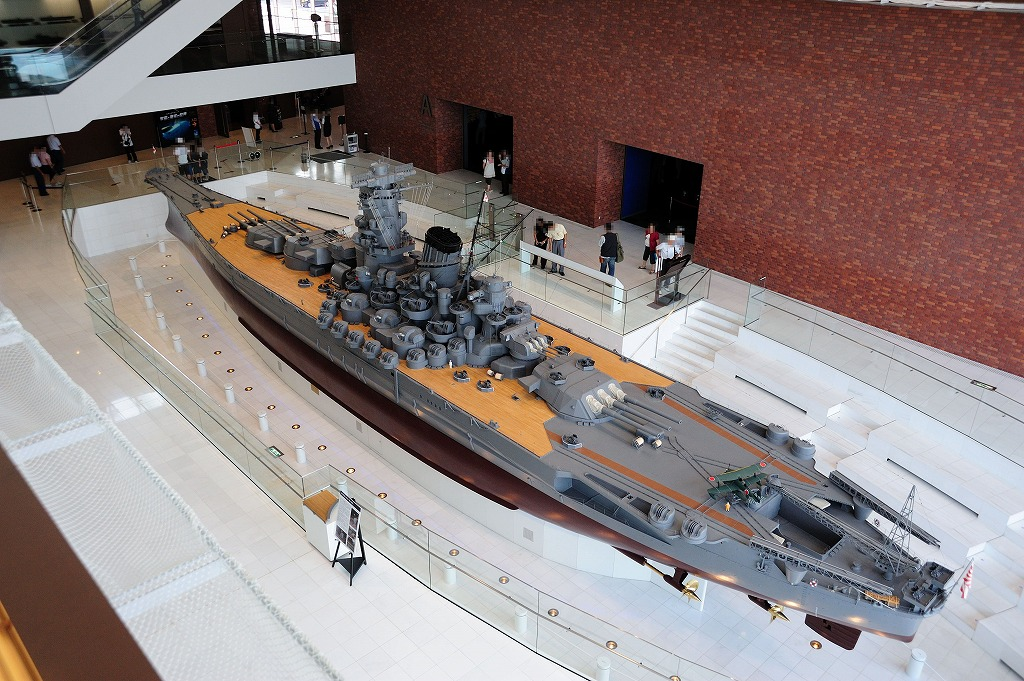
야마토 광장의 1/10 크기의 전함 야마토
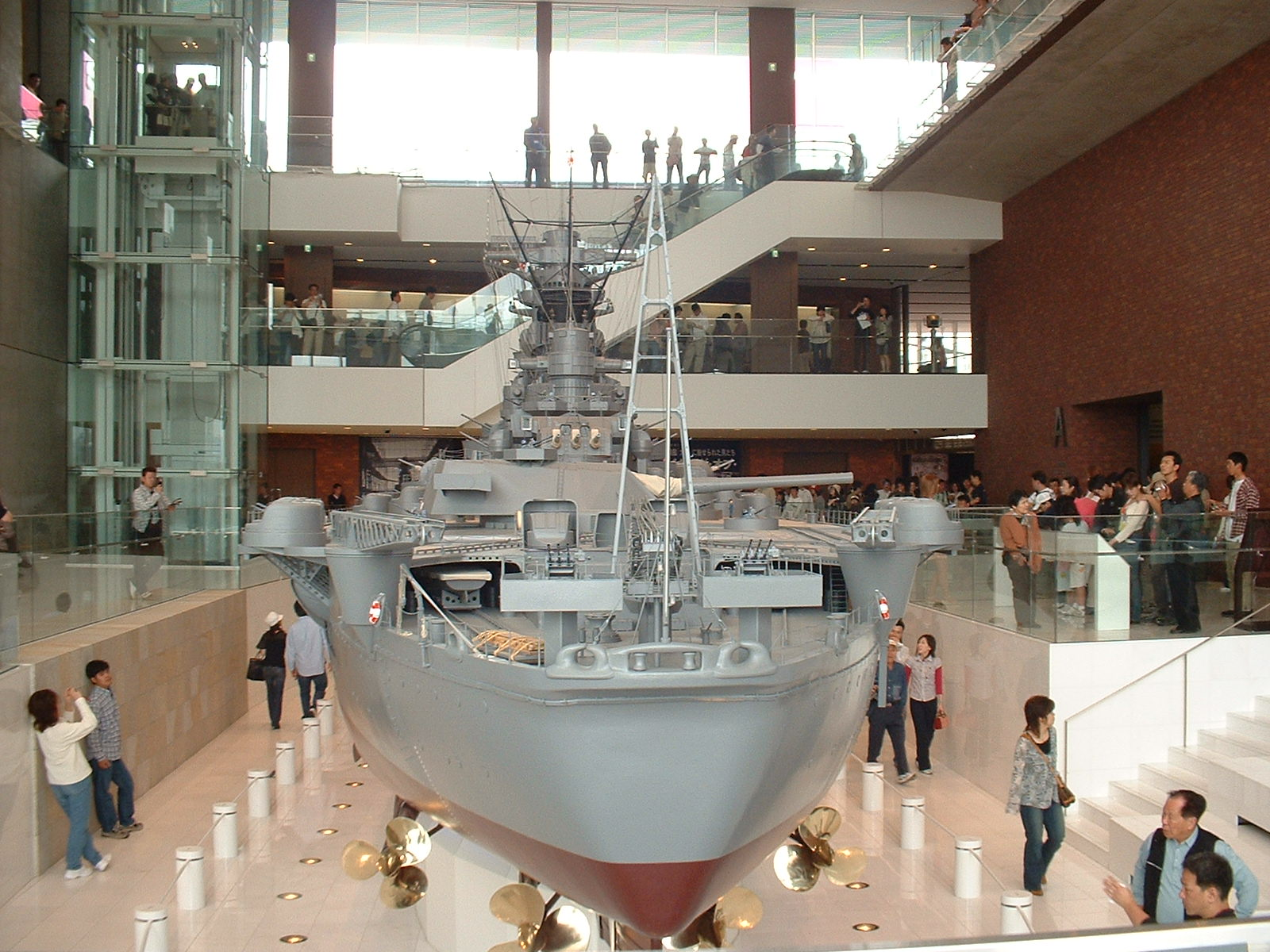
야마토 광장의 1/10 전함 야마토 (함미 쪽)
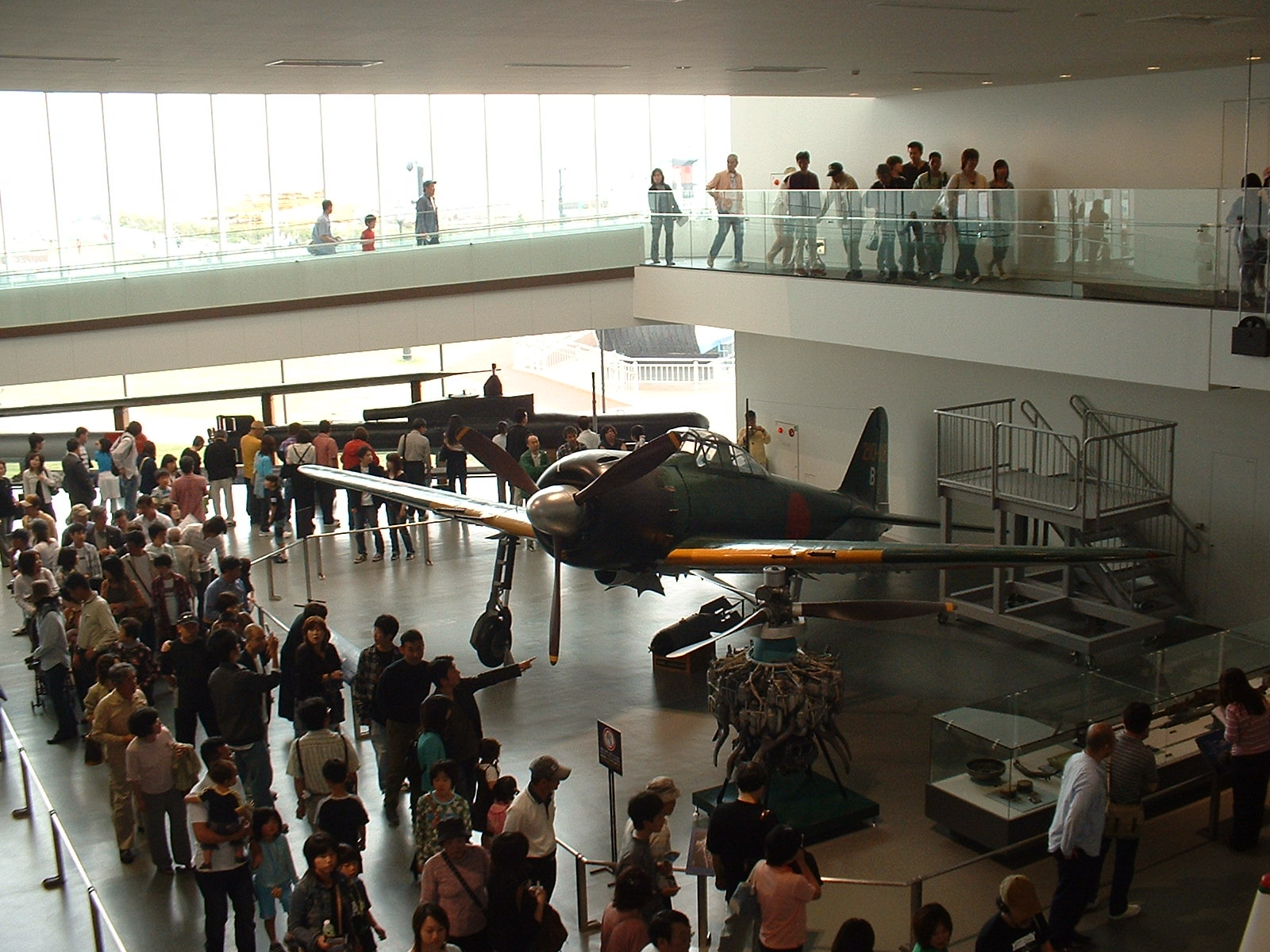
대형자료 전시실의 영전 62형
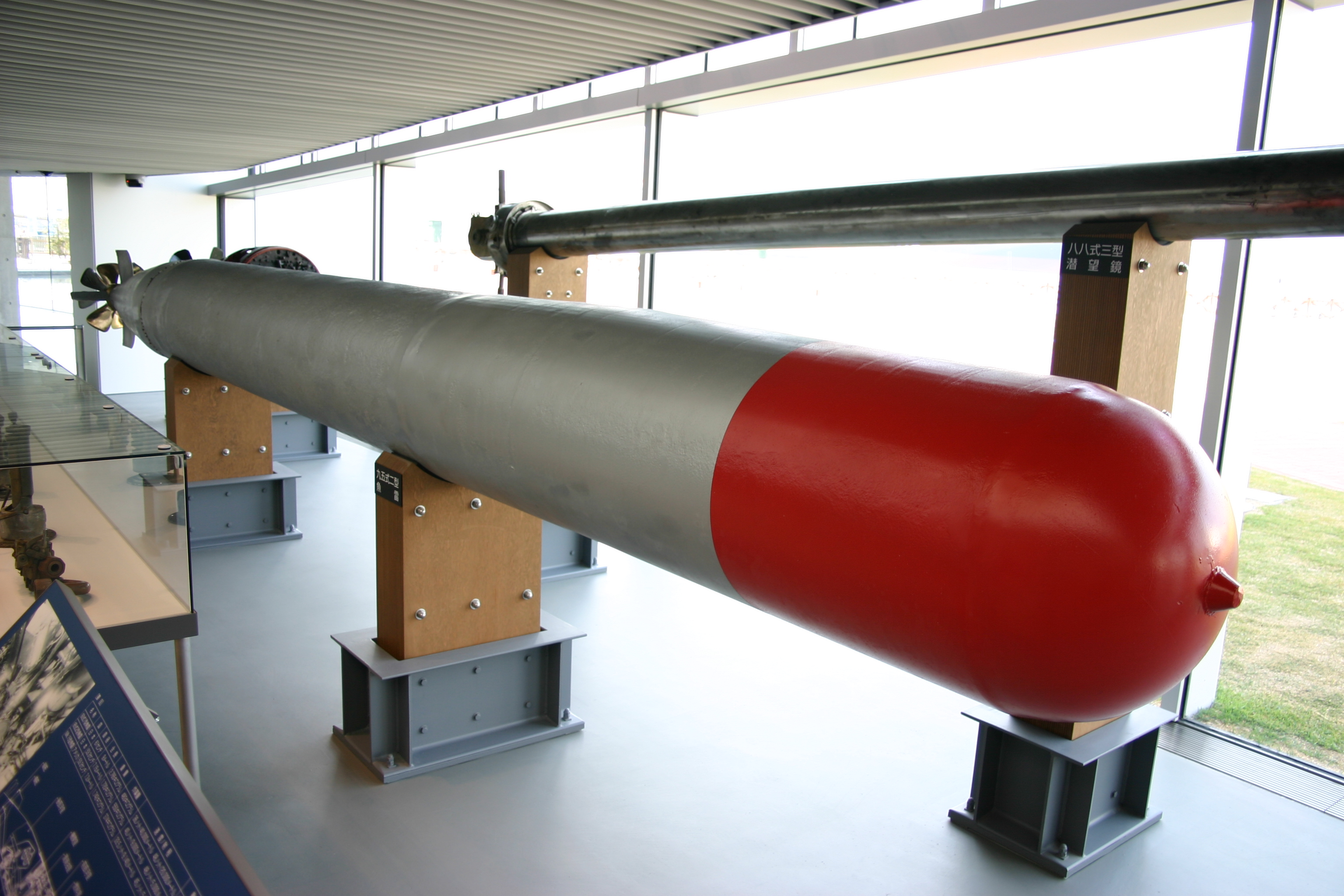
대형자료 전시실의 95식 2형 어뢰
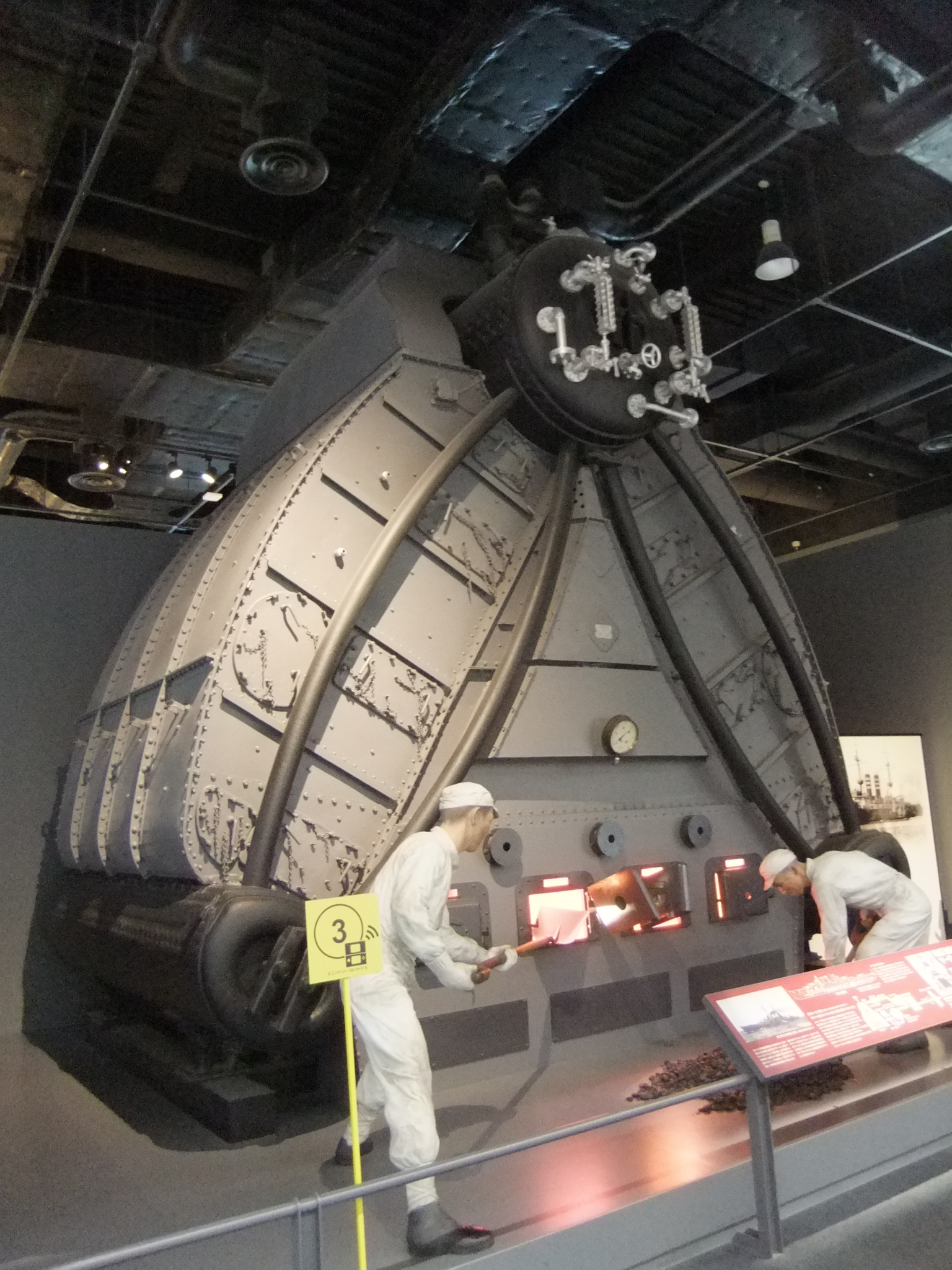
전함 곤고에 실려 있던 함본식 보일러
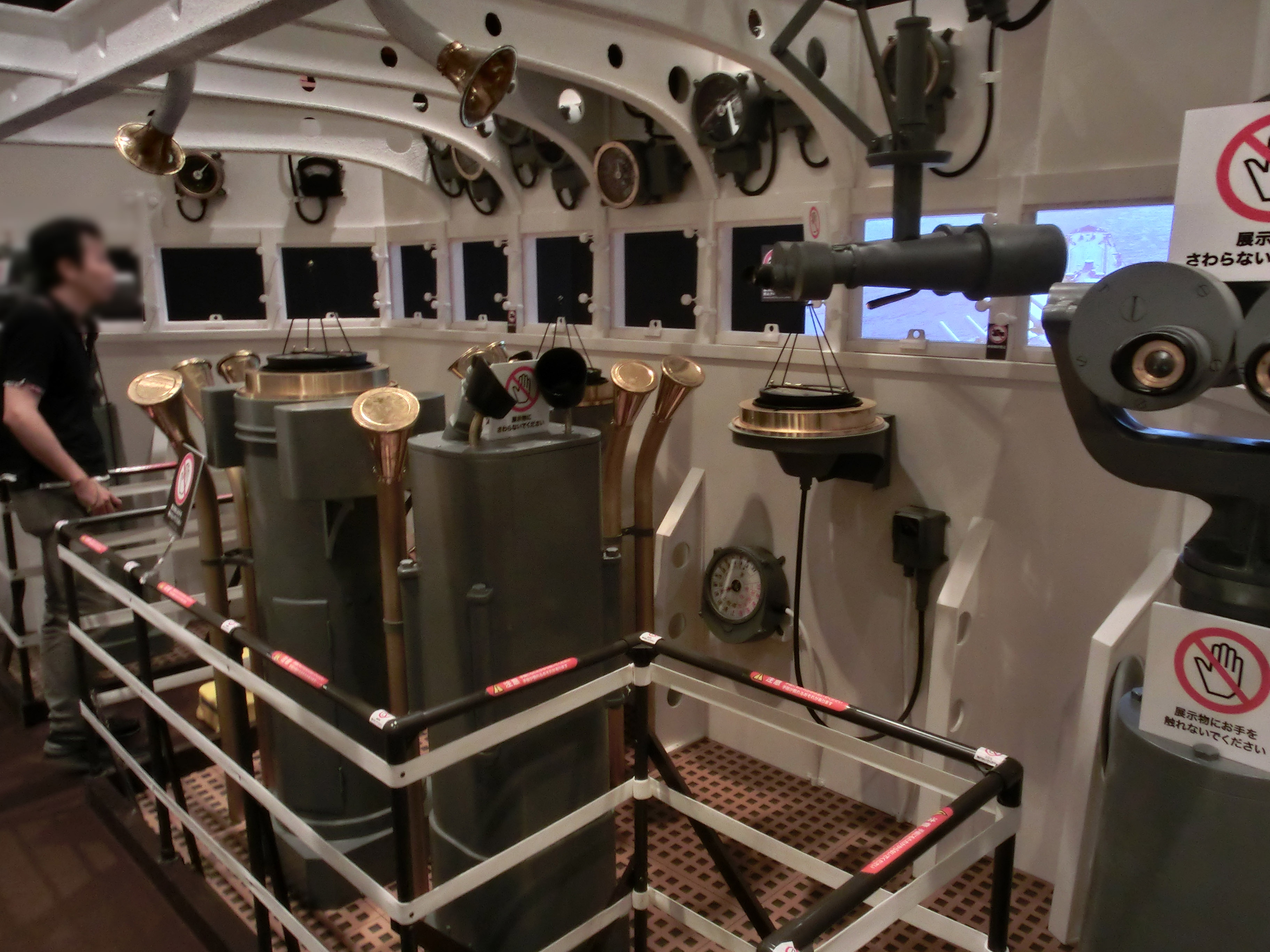
전함 야마토의 함교 복원 모델
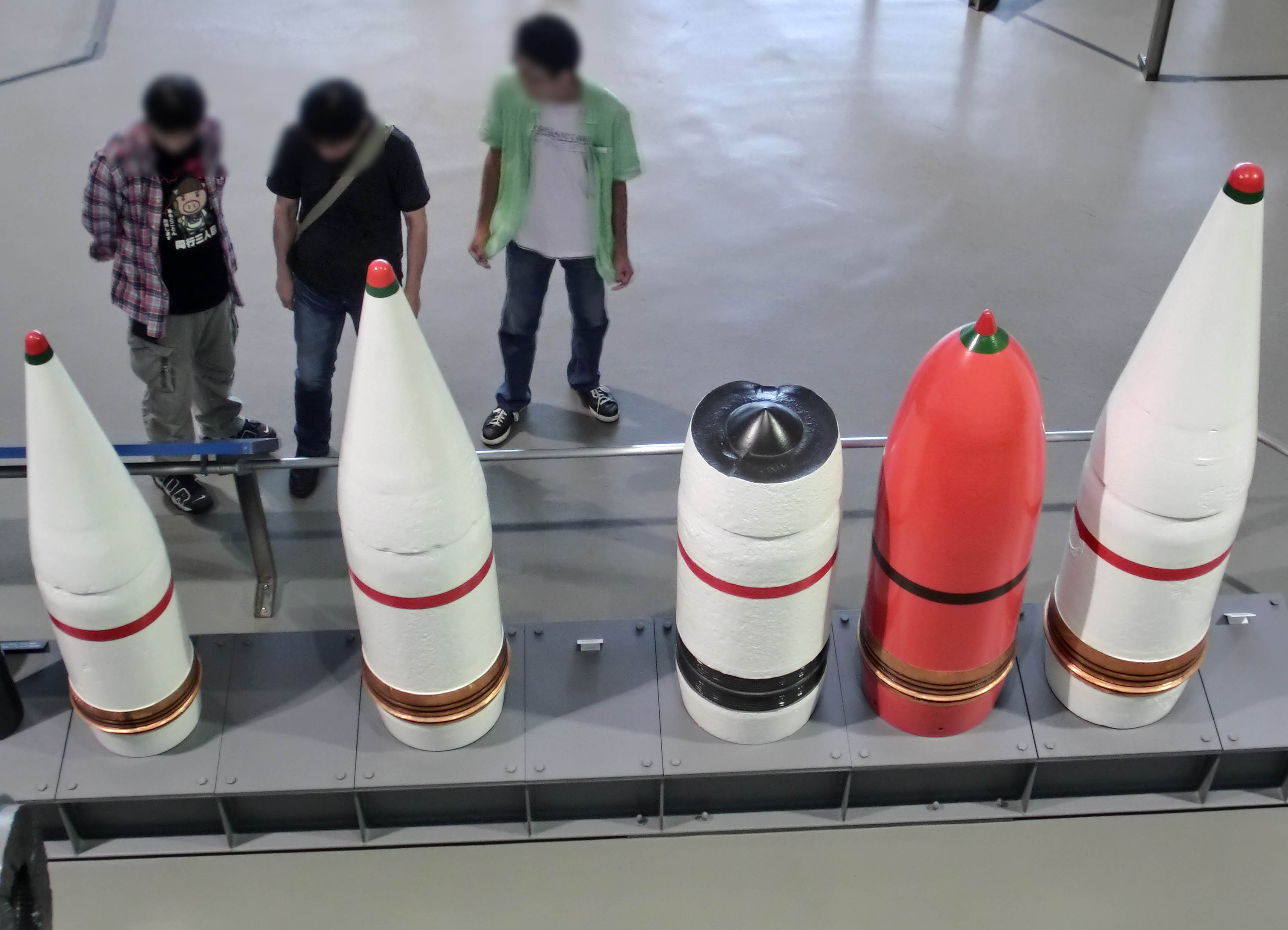
전함의 주 포탄

## 같이 보기
- 구레 진수부
- 구레 해군공창